# Stefan Jordi
Stefan Jordi (* 7. Juli 1971 in Langenthal) ist ein Schweizer Politiker (SP).

## Leben
Stefan Jordi wuchs als jüngstes von drei Geschwistern in Langenthal auf. Er besuchte von 1987 bis 1992 das Lehrerseminar in Langenthal und arbeitete anschliessend als Lehrer an der Realschule in Zufikon. Von 1995 bis 2006 absolvierte Jordi ein Studium der Politologie sowie der Rechts- und Medienwissenschaften an der Universität Bern. 2003 begann er als wissenschaftlicher Mitarbeiter im Bundesamt für Energie bei der Sektion Entsorgung radioaktive Abfälle, wo er aktuell als Leiter des Dienstes Regionale Partizipation im Sachplanverfahren für geologische Tiefenlager arbeitet. Stefan Jordi ist ledig und lebt in Bern.

## Politik
Jordi trat 1993 der Sozialdemokratischen Partei bei. 2003 wurde er in den Stadtrat (Legislative) von Bern gewählt, welchem er bis 2016 angehörte. Er war von 2004 bis 2012 Mitglied der Kommission Planung-, Verkehr- und Stadtgrün, welcher er 2009 als Vizepräsident und 2010 als Präsident vorstand. Von 2009 bis 2012 war er Mitglied der Finanzdelegation des Stadtrates. 2017 rückte Stefan Jordi für den zurückgetretenen Res Hofmann in den Grossen Rat des Kantons Bern nach und wurde bei den Wahlen 2018 und 2022 wiedergewählt. 2019 wurde Jodi zum Vizefraktionspräsidenten gewählt und ist seit 2021 Fraktionspräsident der Sozialdemokratischen Fraktion. Er war von 2017 bis 2021 Mitglied der Sozial- und Gesundheitskommission und ist seit 2021 Mitglied des Büros des Grossen Rates.
Jordi war ab 1997 Vorstandsmitglied, ab 1999 Vizepräsident und von 2000 bis 2002 Präsident der SP Bern-Nord. Er ist seit 2005 Mitglied der Parteileitung der SP Stadt Bern und war von 2013 bis 2018 deren Co-Präsident. Von 2004 bis 2010 war Stefan Jordi Co-Präsident der Arbeitsgruppe Stadtentwicklung der SP Stadt Bern und von 2008 bis 2010 Präsident der Mobilitätskonferenz Bern. Er war von 2003 bis 2012 Vorstandsmitglied des Vereins Pro Velo Bern, welchem er von 2005 bis 2012 als Präsident vorstand. Seit 2009 ist Jordi Vorstandsmitglied der Fanarbeit Bern, einem Verein zur Förderung der Fanarbeit und Fankultur im Umfeld von BSC Young Boys.